# Samuel Moore (Politiker, 1774)
Samuel Moore (* 8. Februar 1774 in Deerfield, Cumberland County, Province of New Jersey; † 18. Februar 1861 in Philadelphia, Pennsylvania) war ein US-amerikanischer Politiker. Zwischen 1818 und 1822 vertrat er den Bundesstaat Pennsylvania im US-Repräsentantenhaus.

## Werdegang
Samuel Moore erhielt eine klassische Ausbildung und studierte danach bis 1791 an der University of Pennsylvania in Philadelphia. Von 1792 bis 1794 war er dort selbst als Dozent tätig. Nach einem anschließenden Medizinstudium und seiner Zulassung als Arzt begann er in Dublin (Pennsylvania) und später in Greenwich (New Jersey) in diesem Beruf zu praktizieren. Danach arbeitete er für einige Jahre im Ostindien-Handel. Im Jahr 1808 ließ er sich im Bucks County in Pennsylvania nieder, wo er einige Getreide- und Ölmühlen betrieb. Später leitete er auch ein Sägewerk und eine Wollfabrik. Politisch wurde er Mitglied der Demokratisch-Republikanischen Partei.
Nach dem Rücktritt des Abgeordneten Samuel D. Ingham wurde Moore bei der fälligen Nachwahl als dessen Nachfolger in das US-Repräsentantenhaus in Washington, D.C. gewählt, wo er am 13. Oktober 1818 sein neues Mandat antrat. Nach zwei Wiederwahlen konnte er bis zu seinem Rücktritt am 20. Mai 1822 im Kongress verbleiben. Ab 1821 war er Vorsitzender des Indianerausschusses.
Zwischen 1824 und 1835 war Samuel Moore Direktor der United States Mint. Er zog nach Philadelphia und engagierte sich im Kohlebergbau sowie in der Vermarktung von Kohle. Außerdem wurde er Präsident der Hazleton Coal Co. Diesen Posten bekleidete er bis zu seinem Tod am 18. Februar 1861 in Philadelphia.